# Melanargia meade-waldoi
Melanargia meade-waldoi är en fjärilsart som beskrevs av Rothschild 1917. Melanargia meade-waldoi ingår i släktet Melanargia och familjen praktfjärilar. Inga underarter finns listade i Catalogue of Life.